# 비뎀

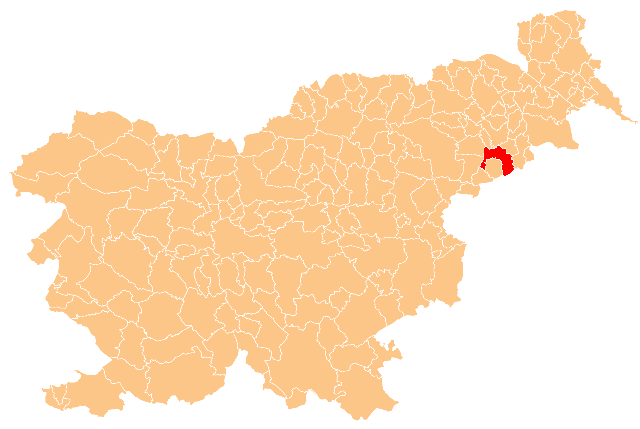
비뎀의 위치

비뎀(슬로베니아어: Videm)은 슬로베니아의 도시로 면적은 80.0km2, 인구는 5,247명(2002년 기준), 인구 밀도는 65.6명/km2이다.